# クンドゥーズの戦い (2019年)
クンドゥーズの戦い（Battle of Kunduz）は、アフガニスタン戦争中に行われた戦い。ここでは2019年8月31日のものについて記す。

## 経過
2019年8月31日午前1時ごろ、タリバーンはクンドゥーズの町の複数箇所で同時攻撃を開始した。途中、市の警察のスポークスマンであるフサイニ（Sayed Sarwar Hussaini）が行った会議中に自爆テロがあり、12人が犠牲になった。軍隊は増援、及び米国の空爆の支援を受けた。AFP（フランス通信社）は、アフガニスタン当局員やアフガニスタンの米軍およびNATO軍の司令官であるスコット・ミラー（Scott Miller）が攻撃の時点でクンドゥーズにいたと報じている。翌日、アフガニスタン軍はターリバーンを撃退したと発表した。 

## 損失
9月1日午後、アフガニスタン内務省の報道官は、戦闘による死者数は、治安部隊が20人、民間人が5人、タリバーンが56人と発表した 。また、85人の民間人が負傷したことも報告されている 。